# Danza del león
La danza del león (chino simplificado) es una danza tradicional en la cultura china y otros países asiáticos en los que los artistas imitan los movimientos de un león, disfrazados de la representación de este animal, para traer buena suerte y fortuna. La danza del león se realiza generalmente durante el Año Nuevo chino y otros festivales chinos tradicionales, culturales y religiosos. También se puede realizar en ocasiones importantes como eventos de apertura de negocios, celebraciones especiales o ceremonias de bodas, o se puede usar para honrar a invitados especiales de las comunidades chinas. 
La danza del león chino a veces se conoce erróneamente como danza del dragón por la mayoría de los principiantes. Una manera fácil de notar la diferencia es que un león normalmente es manejado por solo dos bailarines y tiene una cola, mientras que un dragón es más largo y muchas personas lo sostienen en los extremos. Los movimientos fundamentales de la danza del león chino se pueden encontrar en las artes marciales chinas.
Hay dos formas principales de la danza del león chino, el león del norte y el león del sur. Ambas formas se encuentran comúnmente en China, pero en todo el mundo, especialmente en el sudeste de Asia, el León del Sur predomina, ya que se propagó por las comunidades de la diáspora china, que históricamente son en su mayoría de origen chino. También se encuentran versiones de la danza del león en Japón, Corea, Tíbet y Vietnam. Otra forma de danza del león existe en la cultura indonesia, pero puede ser de una tradición diferente y puede denominarse Singa Barong. 

## Historia

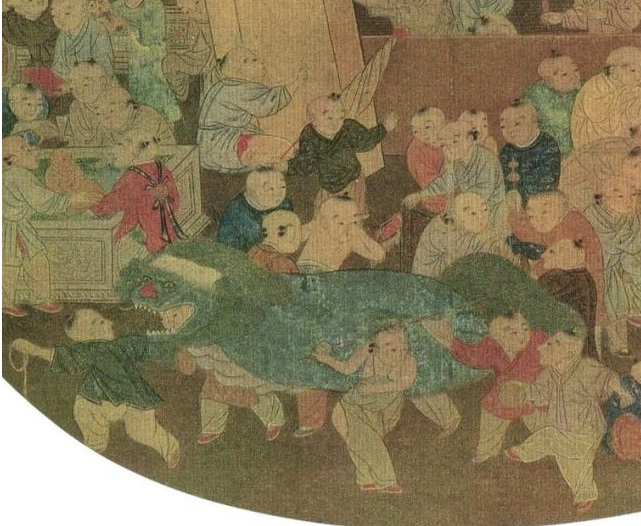
Detalles de la pintura de la Dinastía Song Cien niños jugando en la primavera (百 子 嬉 春 图 图 页) de Su Hanchen (苏汉臣) que muestra a niños que realizan la danza del león.

Ha habido una antigua tradición en China de bailarines que usan máscaras para parecerse a animales o bestias míticas desde la antigüedad, y las representaciones descritas en textos antiguos como Shujing, donde las bestias salvajes y el fénix bailaban, podían haber sido bailes enmascarados. En las fuentes de la Dinastía Qin, los bailarines que realizan rituales de exorcismo fueron descritos como portadores de máscaras de piel de oso, y también se mencionó en los textos de la Dinastía Han que "imitadores" se disfrazaban de peces, dragones y fénix Sin embargo, el león no es nativo de China (una especie que se encuentra en el noreste de China, Panthera youngi se extinguió hace mucho tiempo), por lo que se sugiere que la Danza del León se originó fuera de China de países como India o Persia, e introducidas a través de Asia Central. Según el etnomusicólogo Laurence Picken, la palabra china para león, shi (獅, escrita como 師 en los primeros períodos), puede haber sido derivada de la palabra persa šer. El primer uso de la palabra shizi, que significa león, apareció por primera vez en los textos de la dinastía Han y tenía una fuerte asociación con Asia Central (un término aún más antiguo pero obsoleto para león era suanni (狻 麑 o 狻猊)), y los leones se presentaron en la corte Han por emisarios de Asia Central y del Imperio parto. Las descripciones detalladas de la danza del león aparecieron durante la dinastía Tang y ya fueron reconocidas por los escritores y los poetas como una danza extranjera, sin embargo, la danza del león puede haberse registrado en China ya en el siglo III d. C., donde las "actuaciones de leones" fueron referidos por un erudito de los Tres Reinos Meng Kang (孟康) en un comentario sobre Hanshu. En los primeros períodos tenía asociación con el budismo: se registró en un texto Wei del Norte, Descripción de templos budistas en Luoyang (洛陽 伽藍 記), que un desfile para una estatua de Buda de un templo fue dirigido por un león para ahuyentar a los malos espíritus. Una sugerencia alternativa es que la danza puede haberse desarrollado a partir de una tradición local que se apropió del simbolismo budista del león.

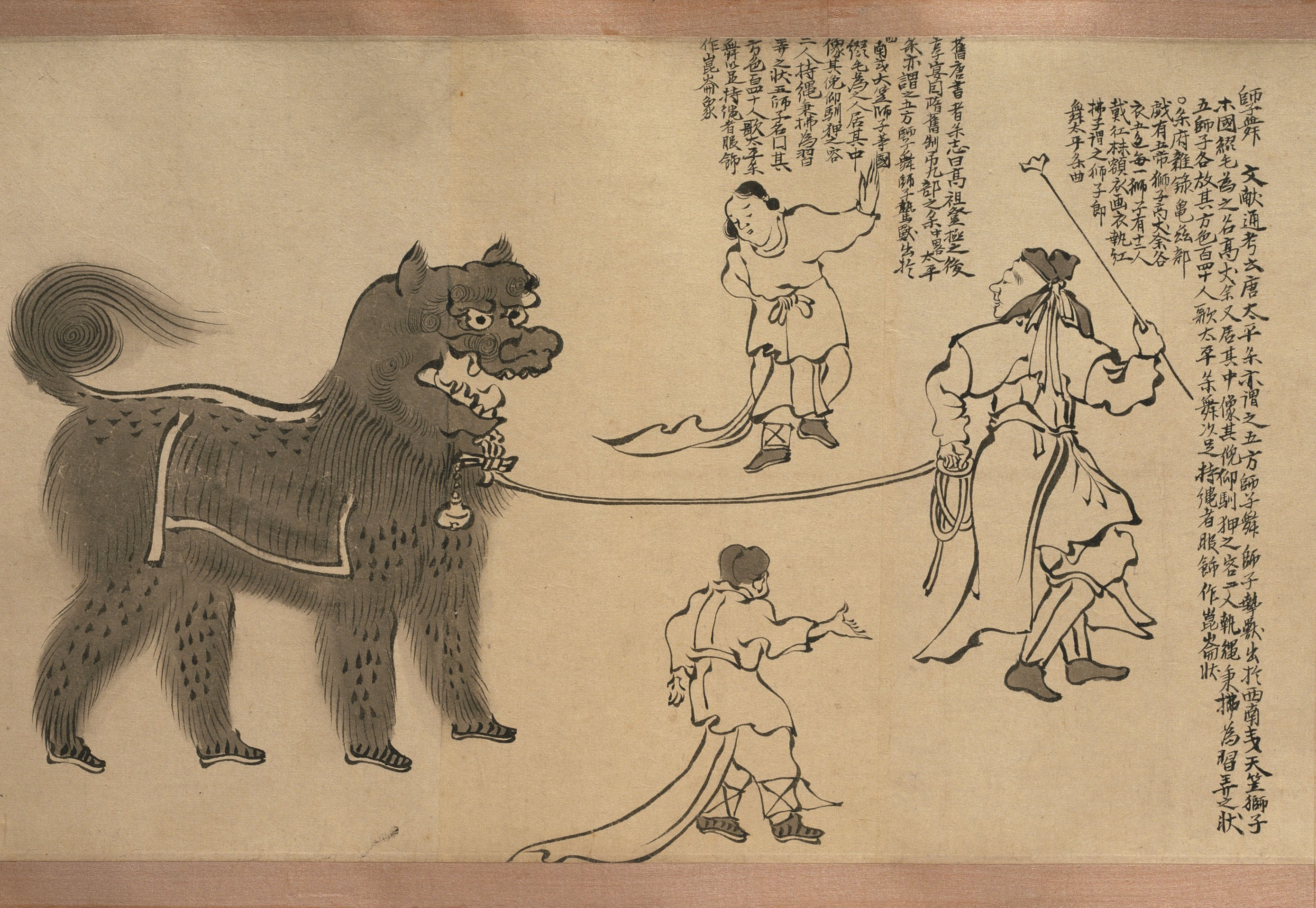
Ilustración japonesa de una danza de león que algunos argumentaron representa la danza de león de la dinastía Tang descrita por Bai Juyi. La pintura original está fechada para el período Heian.

Hubo diferentes versiones de la danza en la dinastía Tang. En la corte Tang, la danza del león se llamaba la Gran Música de la Paz (太平 樂, Taiping yue) o la Danza del León de las Cinco Direcciones (五方 師 子 舞), a la que se dirigían cinco grandes leones de diferentes colores y expresiones de diferentes estados de ánimo, manipulados por dos personas mediante cuerdas, y acompañado por 140 cantantes. En otra cuenta, los 5 leones se describieron como cada uno de más de 3 metros de altura y cada uno tenía 12 "muchachos leones", que pueden sujetar a los leones con batidoras rojas. El poeta Tang Bai Juyi describió otra versión de la danza del león en su poema " Western Liang Arts" (西凉 伎), donde la danza fue realizada por dos bailarines hu (lo que aquí significa personas no-Han de Asia Central) que vestían un traje de león hecho de una cabeza de madera, una cola de seda y un cuerpo peludo, con ojos dorados y dientes bañados en plata y orejas que se movían, una forma que se asemeja al león de hoy. En el siglo VIII, esta danza del león había llegado a Japón. Durante la dinastía Song, la danza del león se realizaba comúnmente en festivales y se conocía como el León del Norte. 
El León del sur es un desarrollo posterior en el sur de China originado en la provincia de Guangdong. Hay una serie de mitos asociados con el origen del León del Sur: una historia relata que la danza se originó como una celebración en una aldea donde un monstruo mítico llamado Nian fue expulsado con éxito; otro dice que el Emperador Qianlong soñó con un animal auspicioso en una gira por el sur de China, y ordenó que la imagen del animal fuera recreada y utilizada durante los festivales. Sin embargo, es probable que el León del sur de Guangzhou sea una adaptación del León del Norte a los mitos y características locales, tal vez durante la dinastía Ming.

## Formas regionales
Los dos tipos principales de danza del león en China son los leones del norte y del sur. Sin embargo, también hay varias formas locales de danza del león en diferentes regiones de China, y algunos de estos leones pueden tener diferencias específicas en la apariencia, por ejemplo, el León Verde o Hokkien (青獅, Qing Shi) y los el León Taiwaneses o Yutien (明狮, Ming Shi), popular entre Hokkien y Taiwanese. Otros grupos minoritarios Étnico en China también puede tener sus propias danzas de leones, por ejemplo, la danza de león minoritaria musulmana en el condado de Shenqiu en Henan llamada león Wen, así como en Condado de Yongdeng, Lanzhou, Gansu, y en País de Yongning y Wuzhong, Ningxia, la danza del león de distrito de Tianyang, Baise, Guangxi, la danza del león de Guizhou, la danza del león de Yunnan, la danza del león de Prefectura autónoma tujia y miao de Xiangxi, Hunan, la danza del león del distrito de Huangpi, Wuhan, Hubei, la danza del león del condado de Feixi, Hefei, Anhui, y el león Hakka — popular entre personas Hakka — que es muy similar tanto a los leones Hokkien como a los leones taiwaneses — e incluso el león Wen — pero el león Hakka puede o no tener un cuerno en la cabeza — similar a los leones del norte y sur — que también está asociado con el Diting, una especie de criatura mítica y montura montada para el bodhisattva, Kṣitigarbha, o el Denglong, otro tipo de criatura mítica y montura montada para el bodhisattva, Avalokiteśvara. Los bailes de leones chinos generalmente involucran a dos bailarines, pero también pueden ser interpretados por uno. Los leones más grandes manejados por dos personas pueden llamarse leones grandes (太 獅), y aquellos manejados por leones pequeños de una persona (少 獅). Las interpretaciones también se pueden dividir en estilos civil (文 獅) y marcial (武 獅). El estilo civil enfatiza el carácter, las imitaciones y el comportamiento del león, mientras que el estilo marcial se centra en las acrobacias y los movimientos enérgicos.
Hay formas relacionadas de bailes con figuras de máscaras que representan criaturas míticas como Longma, Qilin, Luduan, Xiezhi, y Pixiu. La danza de Qilin y la danza de Pixiu son además más comúnmente interpretada por la personas Hakka que originalmente era del central sur de China, pero se ha establecido en gran parte en el sur de China y el sureste de Asia en los tiempos modernos.
Varias formas de danza del león también se encuentran ampliamente en países de Asia oriental como Japón, Corea, Vietnam, así como entre las comunidades de la región del Himalaya. 

### Danza del león del norte

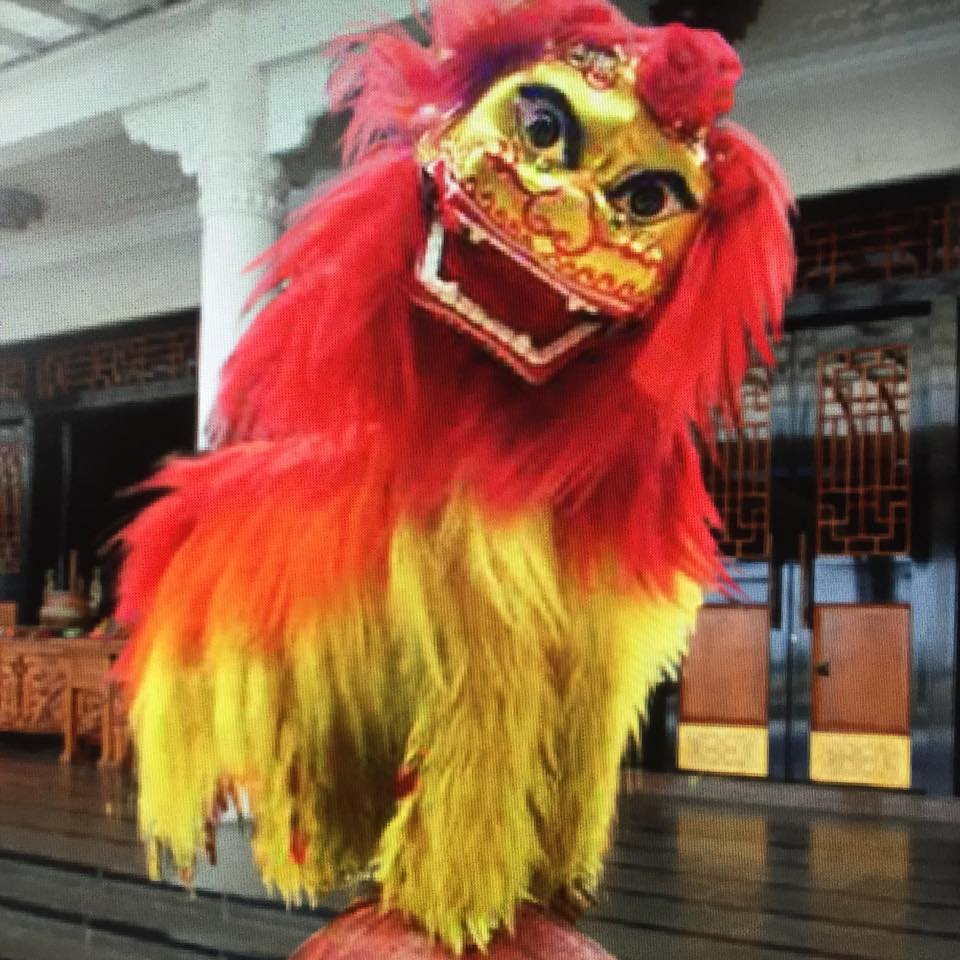
Danza del león del norte

La danza del león del norte (chino :) se realiza a menudo como un par de leones masculinos y femeninos. Los leones del norte pueden tener una cabeza de madera pintada de oro, y un pelo rojo y amarillo peludo con un lazo rojo en su cabeza para indicar un león macho, o un lazo verde (a veces pelo verde) para representar a una hembra. Sin embargo, existen variaciones regionales del león. 
Los leones del norte se parecen a los pekineses o perros Fu, y sus movimientos son muy reales durante una actuación. Las acrobacias son muy comunes, como levantamientos o el equilibrio en una plataforma escalonada o en una bola gigante. Los leones del norte a veces aparecen como una familia, con dos grandes leones "adultos" y un par de pequeños leones "jóvenes". Generalmente hay dos artistas en un león adulto y uno en el león joven. También puede haber un personaje "guerrero" que sostiene un objeto esférico y guía a los leones.
El baile del león del norte es generalmente más divertido que el león del sur. Las regiones con conocidas compañías de danza del león incluyen Ninghai en Ningbo, Xushui en la provincia de Hebei, Dalian en la provincia de Liaoning, y Beijing. Hay una serie de variaciones de la danza del león, por ejemplo la Torre Celestial de la danza del león (en chino :) del condado de Xiangfen en Shanxi es una actuación en la que varios leones suben a una estructura de torre alta construida con taburetes de madera.

### Danza del león del sur

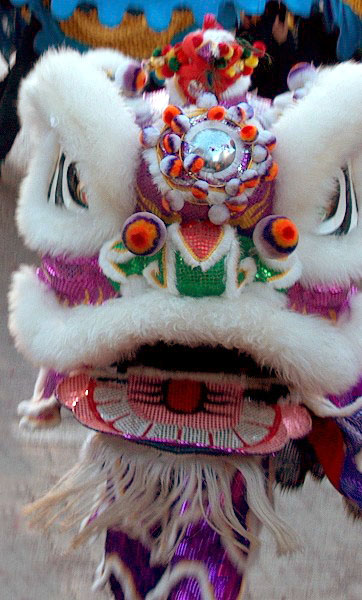
Un león de la danza del sur

La Danza del león del sur (chino :), también llamada danza de León cantonesa, fue originada en Guangdong. El león del sur tiene un solo cuerno y está asociado con la leyenda de un monstruo mítico llamado Nian. El león consiste en una cabeza que tradicionalmente se construye con papel maché sobre un marco de bambú cubierto con una gasa, luego pintado y decorado con piel, y un cuerpo hecho de tela duradera recortada con más piel. Sin embargo, los leones más nuevos pueden fabricarse con materiales modernos como el aluminio en lugar del bambú y son más livianos. Las versiones más nuevas también pueden aplicar material moderno más brillante sobre la laca tradicional, como la lentejuela o el adhesivo láser, pero no duran tanto como las de laca semi-opaca. Dependiendo del tipo de león (tradicional o moderno), se pueden usar diferentes tipos de pelaje. 
Hay dos estilos principales de Guangdong o León cantonés: el Fut San o Fo Shan (chino), y el Hok San o He Shan (chino simplificado), ambas con el nombre de su lugar de origen. Otros estilos menores incluyen el Fut-Hok (un híbrido de Fut San y Hok San creado en Singapur por Kong Chow Wui Koon en la década de 1960), y el Jow Ga (interpretado por practicantes del estilo kung fu de la familia Jow). Los diferentes tipos de leones se pueden identificar a partir del diseño de la cabeza de león. 

#### Fo Shan
Fo Shan (también denominado Fut San) es el estilo que muchas escuelas de kung fu adoptan. Requiere poder en los movimientos y fuerza en la postura, utilizando las posturas de kung fu para ayudar con los movimientos bruscos y las emociones, y solo los alumnos más avanzados pueden realizar. Tradicionalmente, el león de Fo Shan tiene cerdas en lugar de pelaje y es más pesado que los modernos. También tiene una cola muy larga y unos ojos que giran a izquierda y derecha. En la parte posterior hay llantas de oro y un área dorada llamada el collar donde se puede coser el nombre del equipo de kung fu. Todo el estilo tradicional de Fo Shan tiene dientes emergentes en el lado de la cabeza, la lengua y los ojos giratorios. La parte inferior de la cola es blanca; los diseños de la cola también son más cuadrados y contienen un patrón de diamante que va por la parte posterior, y a menudo tiene campanas unidas a la cola. Tiene una frente alta, labios curvados y un cuerno afilado en la cabeza. Los leones tradicionales de Fo Shan tienen una apariencia ornamentada, pero se han desarrollado varios estilos regionales en todo el mundo. Los estilos más nuevos de los leones Fo Shan reemplazan todas las cerdas con pelaje y las colas son más cortas. Los ojos están fijos en su lugar, y la lengua y los dientes no salen. La cola tiene un diseño más curvilíneo, no tiene un patrón de diamante y carece de campanas. 

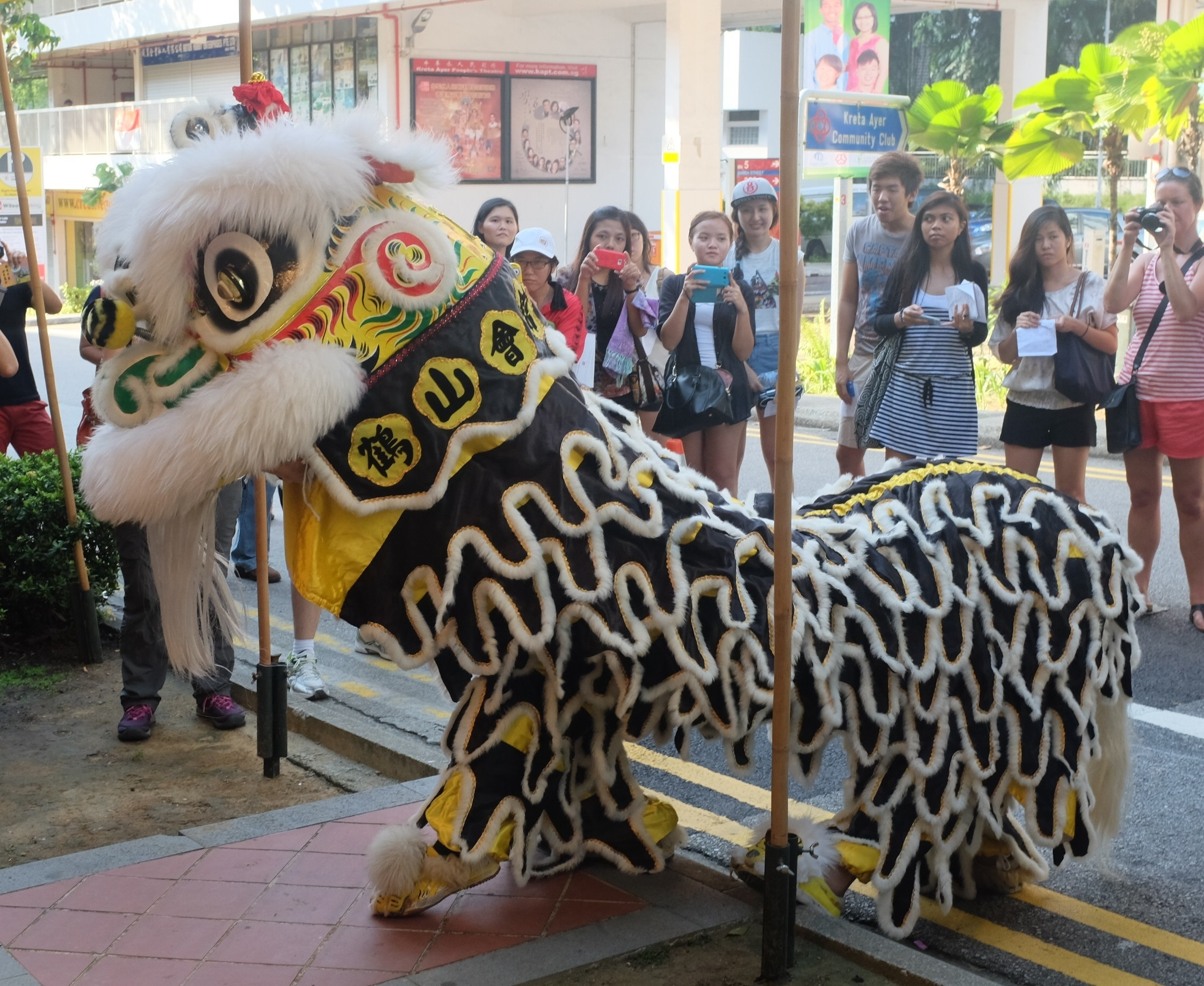
Danza del león en la asociación Hok San en Singapur

#### He Shan
El león de estilo He Shan (también nombrado Hok San) es conocido por su riqueza de expresión, su trabajo de pies único, su aspecto impresionante y su estilo de batería vigoroso. Se cree que el fundador de este estilo es el "Rey León de Cantón" Feng Gengzhang (chino simplificado) a principios del siglo XX. Feng nació en una aldea en el condado de He Shan en Guangdong, y su padre le instruyó en artes marciales y danza del león. Más tarde, también estudió artes marciales y danza del león del sur en Foshan antes de regresar a su ciudad natal y establecer su propia sala de entrenamiento. Desarrolló su versión única de danza del león, creando nuevas técnicas al estudiar e imitar el movimiento de los gatos, como "atrapar el ratón, jugar, atrapar pájaros, escapar alto, tumbarse y rodar". Él y sus discípulos también hicieron cambios en la cabeza de león, su frente es más baja, su cuerno redondeado y tiene una boca de pico de pato con labios planos. El cuerpo del león también es más poderoso en su estructura con colores llamativos. Junto con los nuevos pasos de baile y el ágil trabajo de pies, un ritmo único inventado por Feng llamado "Seven Star Drum", Feng creó un nuevo estilo de baile de leones con un alto valor de entretenimiento y atractivo visual. A principios de la década de 1920, la danza del león He Shan se realizó cuando Sun Yat-sen asumió el cargo en Guangzhou y creó un gran revuelo. Alrededor de 1945, los artistas de Leones Shan fueron invitados a menudo a actuar en muchos lugares dentro de China y el Sudeste Asiático durante los festivales. El estilo He Shan se hizo muy popular en Singapur; el león adquirió el título de "Rey de los Reyes León", y tiene un carácter de "rey" (王) en su frente. La Asociación Hok San de Singapur había mejorado aún más, por ejemplo, hacer que el león se pareciera más a un gato al acortar la cola del león de He Shan y crear un nuevo toque de tambor para el baile. 
Se utilizan diferentes colores para indicar la edad y el carácter de los leones. El león con pelaje blanco es considerado el más antiguo de los leones, mientras que el león con pelaje amarillo dorado es de edad media. El león negro es considerado el león más joven, y el movimiento de este león debe ser rápido como un niño pequeño o un adolescente testarudo. Los colores también pueden representar el carácter del león: el león dorado representa la vivacidad, el valor el león rojo y la amistad el verde. También hay tres tipos de leones que representan a tres personajes históricos registrados en el clásico Romance de los Tres Reinos que fueron hermanos de juramento de sangre que juraron restaurar la dinastía Han: la danza del león Hok san ha sido adoptada por muchos grupos modernos, dejando solo unos pocos grupos tradicionales - relacionados con el Jow Ga principal. 

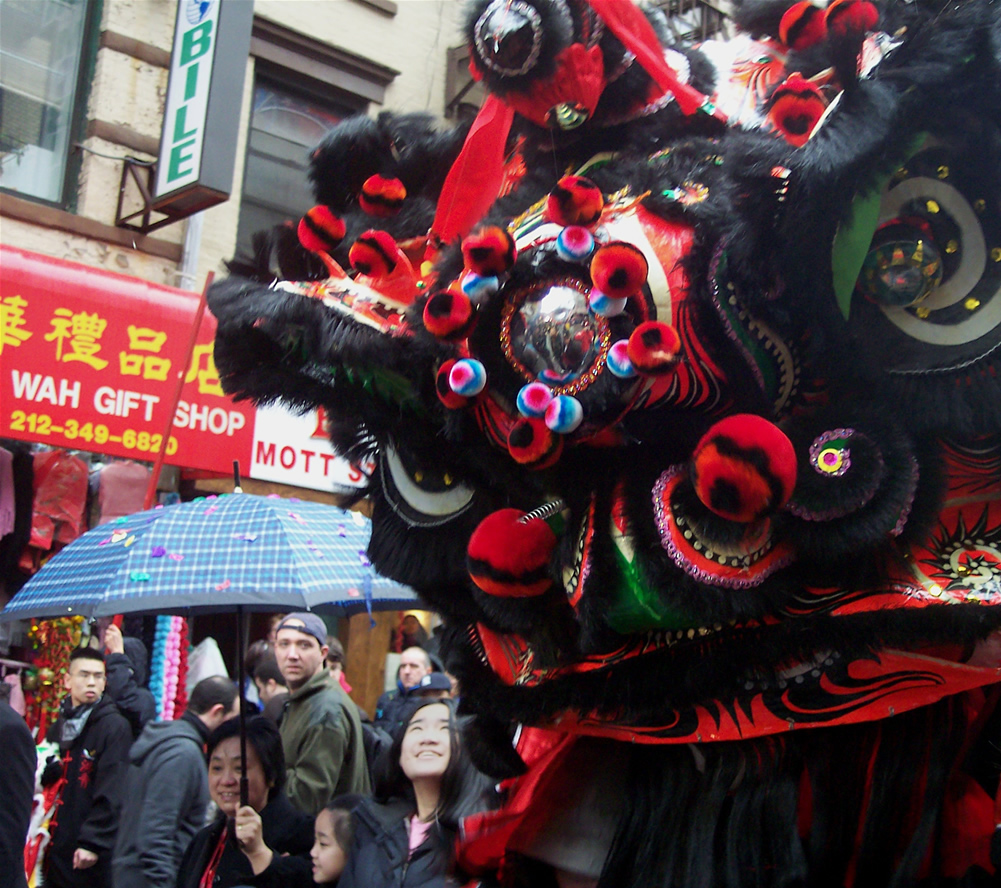
Un león cantonés de Guan Yu marca el comienzo del Año Nuevo Chino en Chinatown, Manhattan, Nueva York (EE. UU.).

- El león Liu Bei (cantonés: Lau Pei) es el mayor de los tres hermanos y tiene un rostro amarillo con amarillo (en realidad imperial amarillo cuando se convirtió en el primer emperador del Reino Shu-Han) con barba blanca y pelaje (para denotar su sabiduría). Tiene una cola multicolor (con parte inferior blanca) que representa los colores de los cinco elementos. Los leones Liu Bei más viejos también tienen la cola negra, mientras que los nuevos no lo tienen. Hay tres monedas en el collar. Este león es utilizado por las escuelas con un maestro de artes marciales establecida (Sifu) o la organización y es conocido como el chino Rui Shi :).
- El león de Guan Gong (cantonés: Kwan Kung) tiene una cara roja, cerdas negras, con una larga barba negra (como también se le conocía como el "Duque con la Barba Hermosa"). La cola es roja y negra con ribete blanco (a veces negro) y parte inferior blanca (a veces negra). Es conocido como el segundo hermano y tiene dos monedas en el collar. Este León es conocido como el Xing Shi (chino simplificado).
- El león Zhang Fei (cantonés: Cheung Fei) tiene una cara de color negro con barba negra corta, orejas pequeñas y cerdas negras. La cola es negra y blanca con ribete blanco (a veces negro) y parte inferior blanca (a veces negra). Tradicionalmente este león también tenía campanas unidas al cuerpo. Siendo el más joven de los tres hermanos, solo hay una moneda en el collar. Este León es conocido como el Dou Shi (chino simplificado) porque Zhang Fei tenía un genio rápido y le encantaba luchar. Este león es utilizado por clubes que recién estaban comenzando o por aquellos que desean hacer un desafío.[40]

Más tarde se agregaron otros tres leones al grupo. El león de cara verde representó a Zhao Yun o Zhao (cantonés: Chiu) Zi Long. El león Zhao Zi Long es un león verde con una cola verde con borde negro y una parte inferior blanca (a veces negra), así como una barba y un pelaje blanco (a veces negro) y un cuerno de hierro. A menudo se le llama el cuarto hermano, este león se llama el León Heroico porque se dice que montó en el ejército de millones de hombres de Cao Cao y rescató al infante de Liu Bei y luchó para salir. La cara y el cuerpo amarillo (amarillo / naranja) con barba blanca  (a veces amarilla / naranja) representaban a Huang Zhong (cantonés: Wong Tsung), se le dio este color cuando Liu Bei se levantó para convertirse en Emperador. El Huang Joon tiene una cola amarilla completa con ribete blanco (a veces amarillo / naranja). Este león se llama el León Justo. Al león blanco se le conoce como Ma Chao (cantonés: Ma Chiu); se le asignó este color porque siempre llevaba una banda blanca en su batalla contra el Emperador de Wei, Cao Cao, para indicar que estaba de luto por su padre y el hermano que había sido asesinado por Cao Cao. Así este león fue conocido como el león fúnebre. Este león nunca se usa, excepto para el funeral de un Maestro o un jefe importante de un grupo, y en tales casos, el león generalmente se quema inmediatamente después de su uso, ya que es simbólicamente poco propicio para mantenerlo cerca. Este león se confunde a veces con el león plateado que a veces tiene un color blanquecino. Estos tres, junto con Guan Yu y Zhang Fei, eran conocidos como los "Cinco Tigres Generales de Shun", y cada uno representaba uno de los colores de los cinco elementos.

### León verde
El león verde (青狮) es la forma de danza de león asociada con la provincia de Fujian y las personas que hablan Hokkien. Es similar a la danza del león del sur de China, excepto que el león es principalmente de color verde y tiene una máscara plana redonda distinta. Se cree que se originó en los movimientos antimanchistas después de la caída de la dinastía Ming en 1644. La palabra "león verde" en el idioma Hokkien suena similar al "ejército Qing" (清 师). Durante las sesiones de entrenamiento para combatientes, el león verde estaba equipado con hojas que simbolizaban al ejército manchuriano y se convertiría en un blanco móvil para los aprendices. Se dice que después de la caída de la dinastía Qing en 1912, el experto en artes marciales Sr. Gan De Yuan (德 源) organizó una actuación en Quanzhou, donde se desmembró el León Verde para representar el derrocamiento de la dinastía Qing. A partir de ese momento, el León verde se usa sin cuchillas y se realiza con fines culturales y rituales.

### León vietnamita

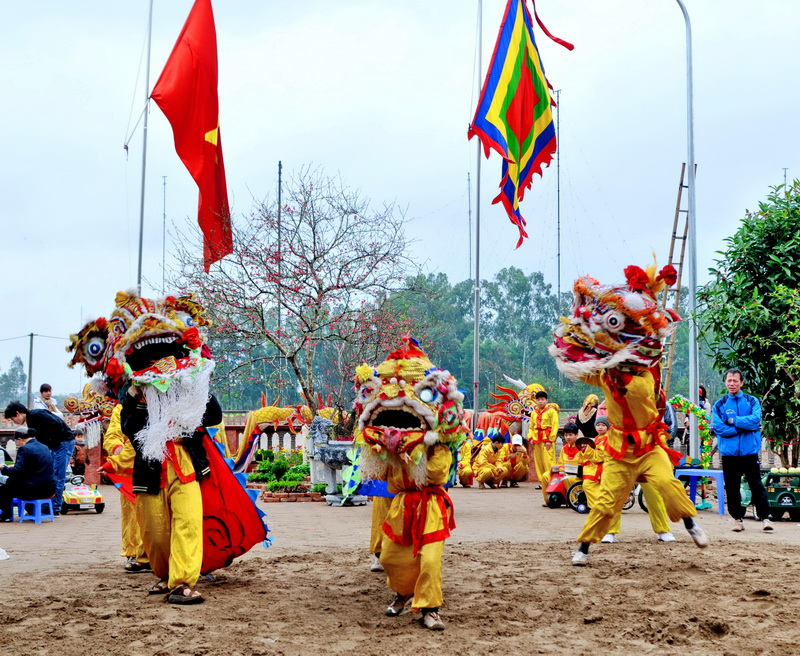
Danza del león baila en el festival de la aldea Triều Khúc en Hanói

La danza del león es conocida en Vietnam como la danza del unicornio (vietnamita : múa lân) basado en la criatura mítica kỳ lân, que es similar al Qilin chino. La mayoría de los leones de Vietnam se parecen al León del sur, son parte de la tradición china del León del sur, pero han adquirido características locales. Sin embargo, también hay distintas formas locales que difieren significativamente en apariencia y rendimiento, por ejemplo, las danzas de los leones de las minorías Tay y Nung. Una versión de corte de la danza se realiza en el Teatro Duyet Thi Duong en el suelo del palacio real en Huế. La danza kỳ lân generalmente involucra parejas; amarillo para un hombre y verde para una mujer. El baile generalmente se basa en el proceso de apareamiento, nacimiento y ciclo de vida de kỳ lâns.

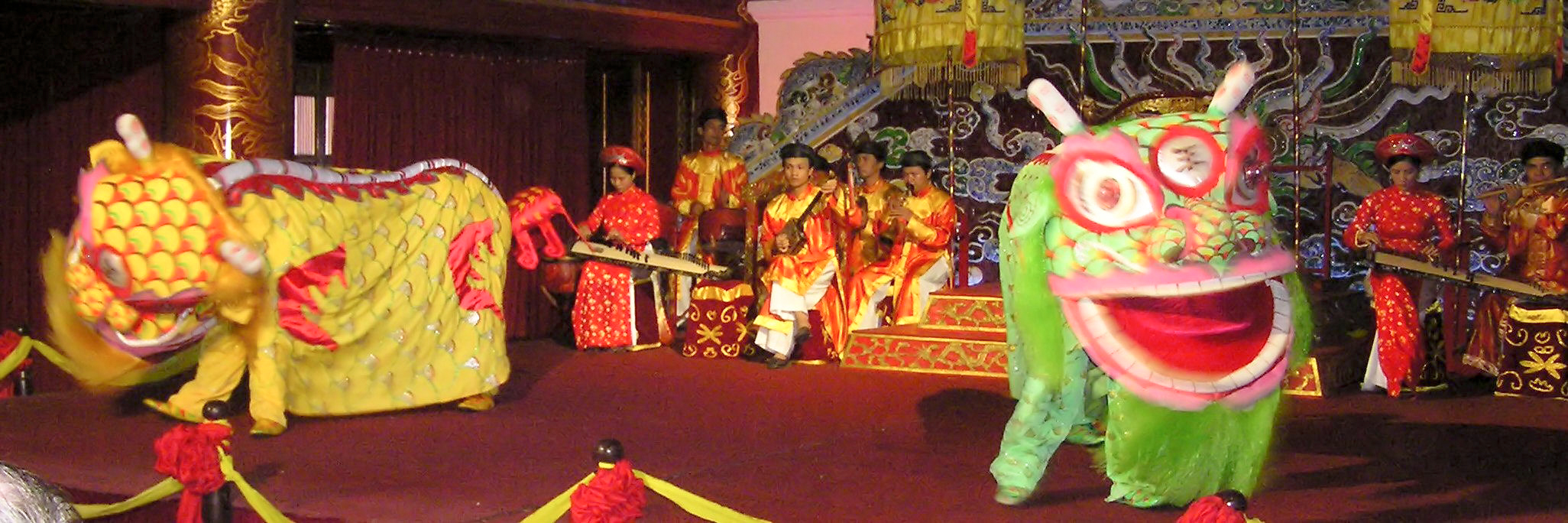
Espectáculo de unicornio vietnamita en Duyet Thi Duong, Hué

El baile se realiza principalmente en festivales tradicionales como el Año nuevo lunar vietnamita (Tết) y el Festival de Medio Otoño (Tết trung thu), así como en otras ocasiones, como la apertura de un nuevo negocio, cumpleaños y bodas. El baile suele ir acompañado de artistas marciales y acrobacias. Una característica de la danza del unicornio vietnamita es su compañero de baile Ông Địa o el espíritu de la tierra, representado como un gran hombre de vientre amplio y ampliamente sonriente que sostiene un abanico de hojas de palma similar al "Gran Buda chino" (大头 佛). El espíritu de buen corazón, según las creencias populares, tiene el poder de convocar al unicornio auspicioso, y por lo tanto, durante el baile, toma la iniciativa de despejar el camino para el unicornio. La apariencia cómica de Ông Địa se suma a la naturaleza festiva y alegre de la danza. La cabeza de león vietnamita se fabrica de manera diferente debido a que le falta el cuerno. Esto se debe a que los equipos solían pelearse entre sí y dieron como resultado que el cuerno se activara constantemente. Para resolver este problema, muchos equipos vietnamitas no han pedido cuernos para dificultar que el oponente dañe al león. 

### León japonés

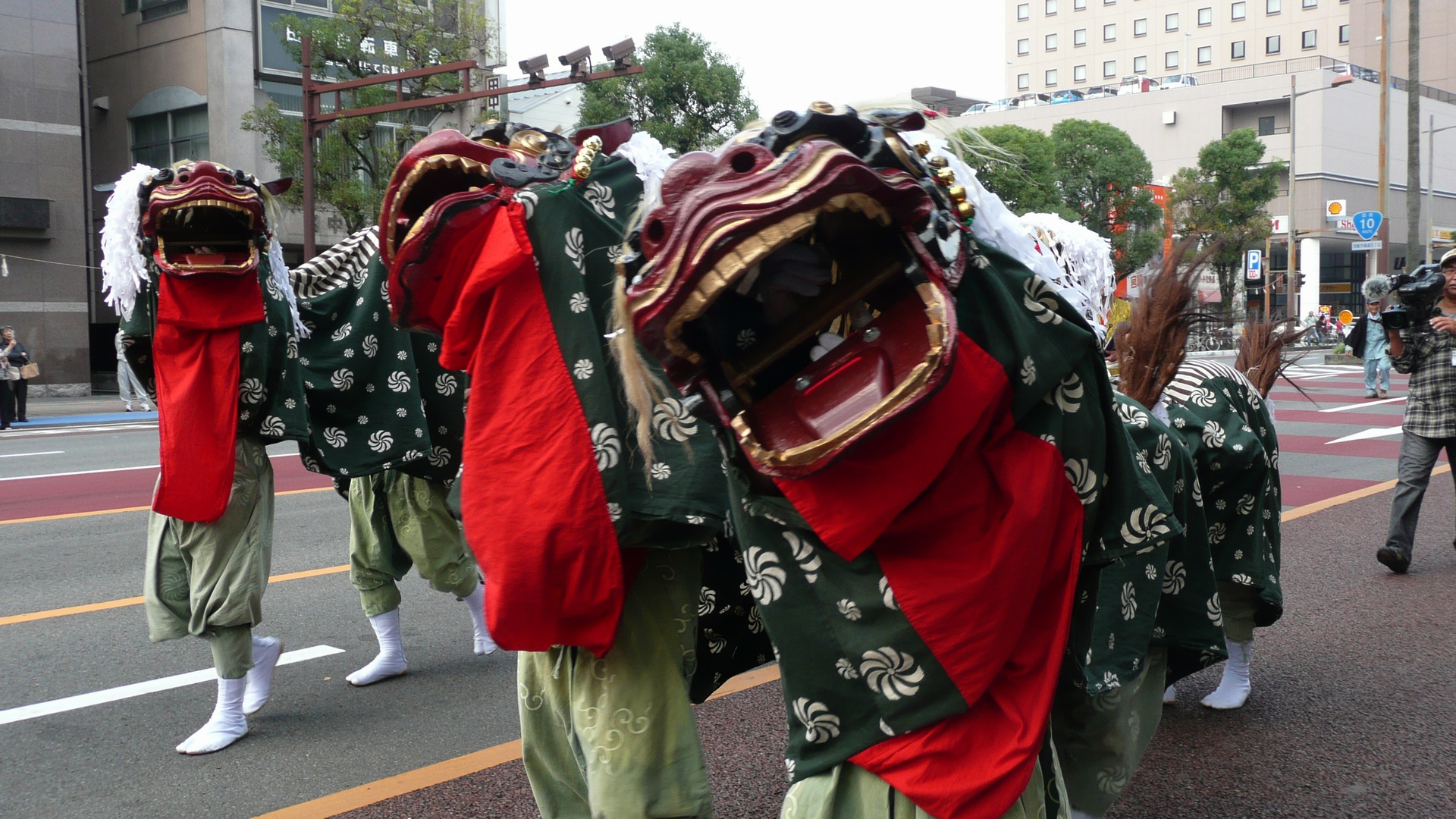
Festival del Santuario Miyazaki, Japón

Japón tiene una larga tradición de la danza del león y la danza se conoce como shishi-mai 獅子舞) en japonés. Se cree que se importó de China durante la dinastía Tang y se asoció con la celebración del cumpleaños de Buda. La primera danza de león grabada en Japón fue en las ceremonias de inauguración de Tōdai-ji en Nara en 752. La máscara de león más antigua sobreviviente, hecha de madera de paulownia con una mandíbula inferior articulada, también se conserva en Tōdai-ji. La danza se realiza comúnmente durante el Año Nuevo para traer buena suerte y ahuyentar a los espíritus malignos, y los bailarines de leones pueden estar acompañados por músicos de flauta y tambores. También se realiza en otros festivales y celebraciones. En algunas de estas actuaciones, los leones pueden morder a la gente en la cabeza para traer buena suerte.

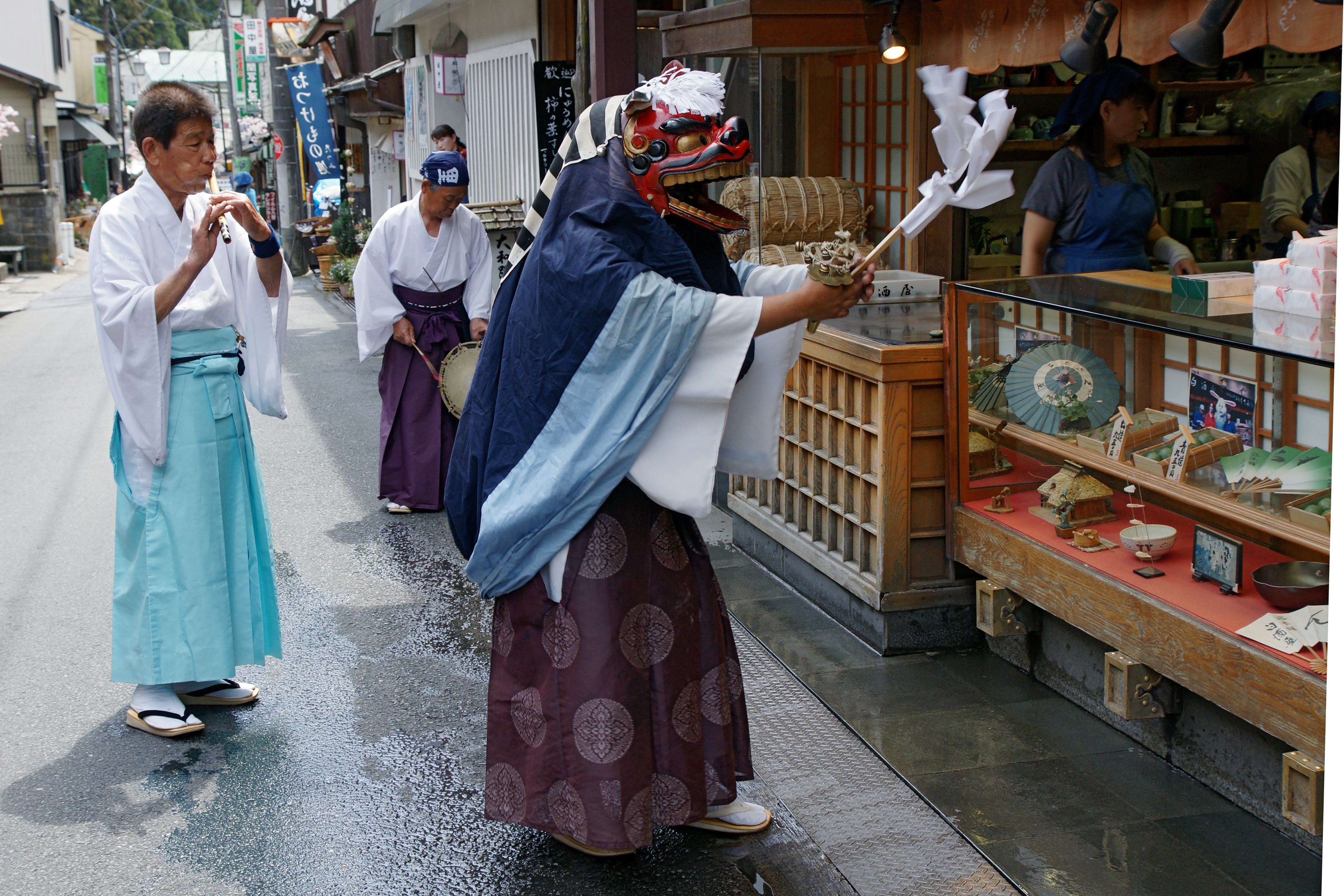
Una danza del león japonesa realizada en Sakurai, Nara por una sola persona acompañada por músicos de flauta y tambor.

La danza del león ha sido completamente absorbida por la tradición japonesa. Hay muchos diferentes bailes de leones en Japón y el estilo de baile y diseño del león puede diferir según la región; se cree que existen hasta 9,000 variaciones de la danza en el país. La danza del león también se usa en festivales religiosos sintoístas como parte de una forma de arte escénica llamada kagura. Shishi kagura Se pueden encontrar en diferentes formas, por ejemplo, el daikagura que es principalmente acrobático, el yamabushi kagura, un tipo de representación teatral realizada por los ascetas yamabushi, y también en bangaku y otros. También se encuentran varias formas de bailes shishi en noh, kabuki (donde los bailes de leones forman un grupo de obras denominadas shakkyōmono), y teatros bunraku.

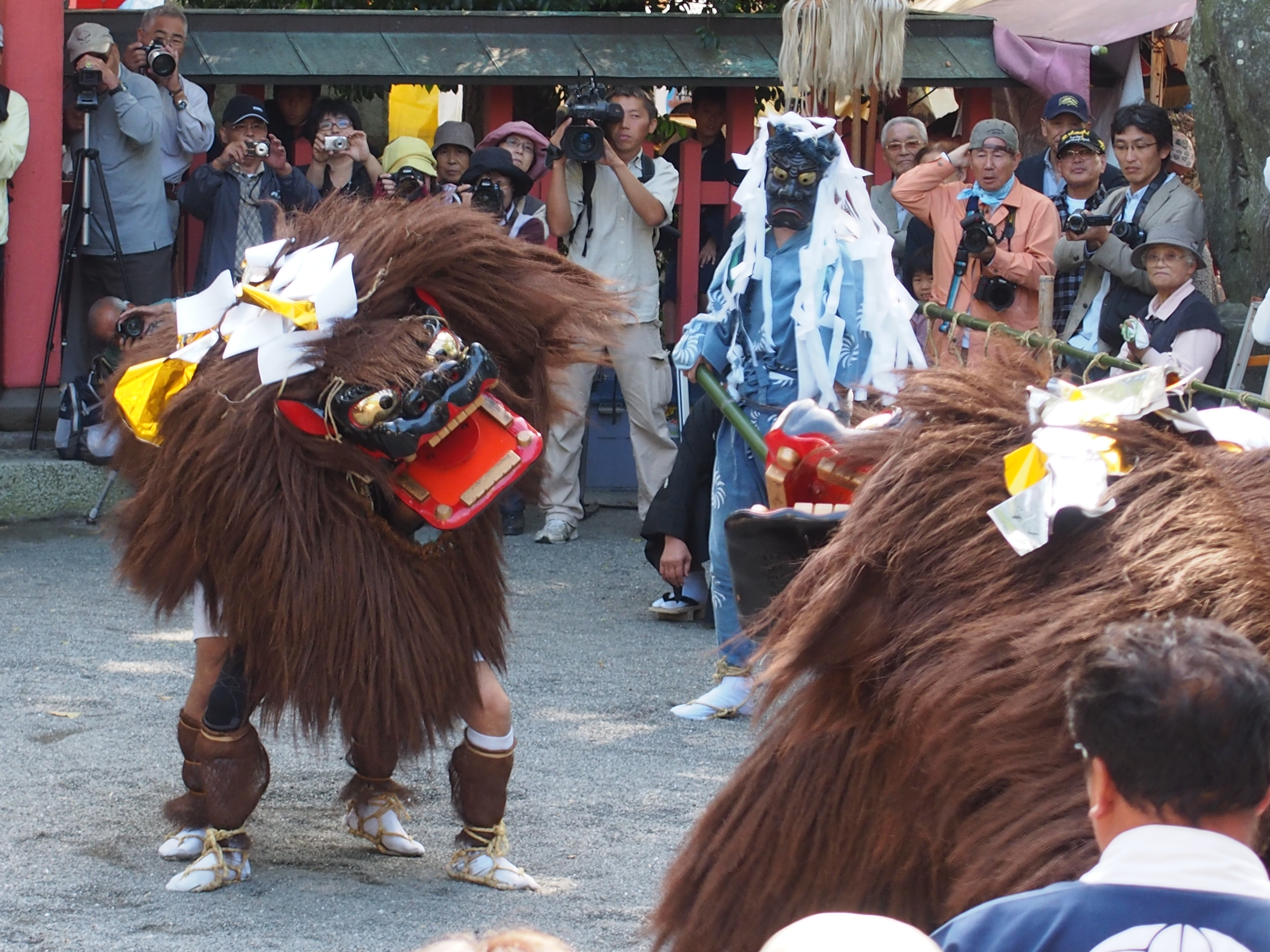
Danza del león del santuario de Minagi en Asakura, Fukuoka

El león japonés consiste en una cabeza de madera lacada llamada shishi-gashira (lit. Lion Head), a menudo con un cuerpo característico de tela teñida de verde con diseños blancos. Puede ser manipulado por una sola persona, o por dos o más personas, una de las cuales manipula la cabeza. La variedad de un solo hombre se ve con mayor frecuencia en el este de Japón. Al igual que con los leones chinos, la marca de la cabeza y los diseños del cuerpo diferirán de una región a otra, e incluso de una escuela a otra. Sin embargo, la máscara a veces puede tener cuernos que parecen ser un ciervo (shika), y shishi escrito con diferentes caracteres kanji puede significar bestia, ciervo o jabalí, por ejemplo, como en shishi-odori (鹿 踊, lit. Deer Dance). Históricamente, la palabra shishi puede referirse a cualquier animal salvaje de cuatro patas, y algunas de estas danzas con diferentes bestias también pueden denominarse shishi-mai. El baile también puede presentar a veces tigres (tora) o qilin (kirin).
En Okinawa, existe una danza similar, aunque el león allí se considera una shisa legendaria.. Las cabezas, los cuerpos y el comportamiento de la shisa en el baile son muy diferentes de los shishi en la parte continental de Japón. En lugar de bailar con los sonidos de flautas y tambores, la danza shisa de Okinawa se realiza a menudo con canciones populares tocadas con el sanshin. 

### León coreano

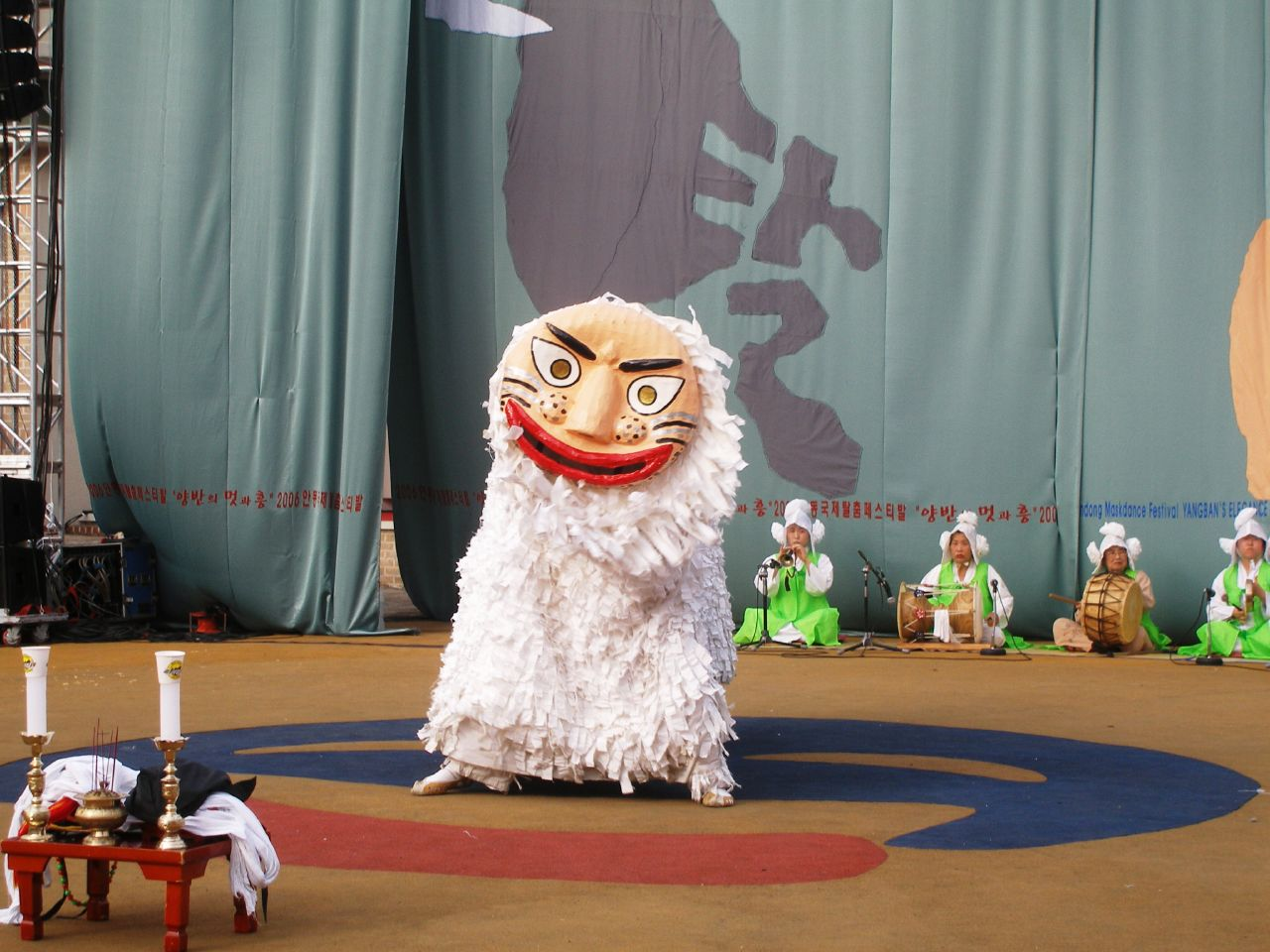
Danza coreana del león de Eunyul talchum

La danza del león fue grabada en la obra histórica coreana Samguk Sagi como " Sanye "(狻猊, la antigua palabra china para león), uno de los cinco poemas sobre las danzas del reino de Silla escrito por Choe Chiwon. Puede haber sido registrado desde el reinado del rey Jinheung en el siglo VI, durante el cual se compuso una canción titulada "El talento del león" que podría ser una referencia a una danza del león. Dos tradiciones principales de la danza del león sobreviven en Corea, el saja-noreum, que se realiza como un exorcismo dramático; y el sajach'um que se realiza en asociación con dramas enmascarados. En muchos de los dramas de danza tradicional enmascarados, la danza del león aparece como una parte de una serie de actos. Ejemplos de estos dramas son Ŭnyul t'alch'um, Pongsan t'alch'um (봉산 탈춤), Suyong Yayu (수영 야류), y T'ongyong Ogwangdae (통영 오광대). Las máscaras de leones de Pongsan y Gangnyeong pueden presentar ojos giratorios y campanas para asustar a los demonios cuando emiten un sonido cuando el león se mueve. También hubo una vez una versión de corte de la danza del león.

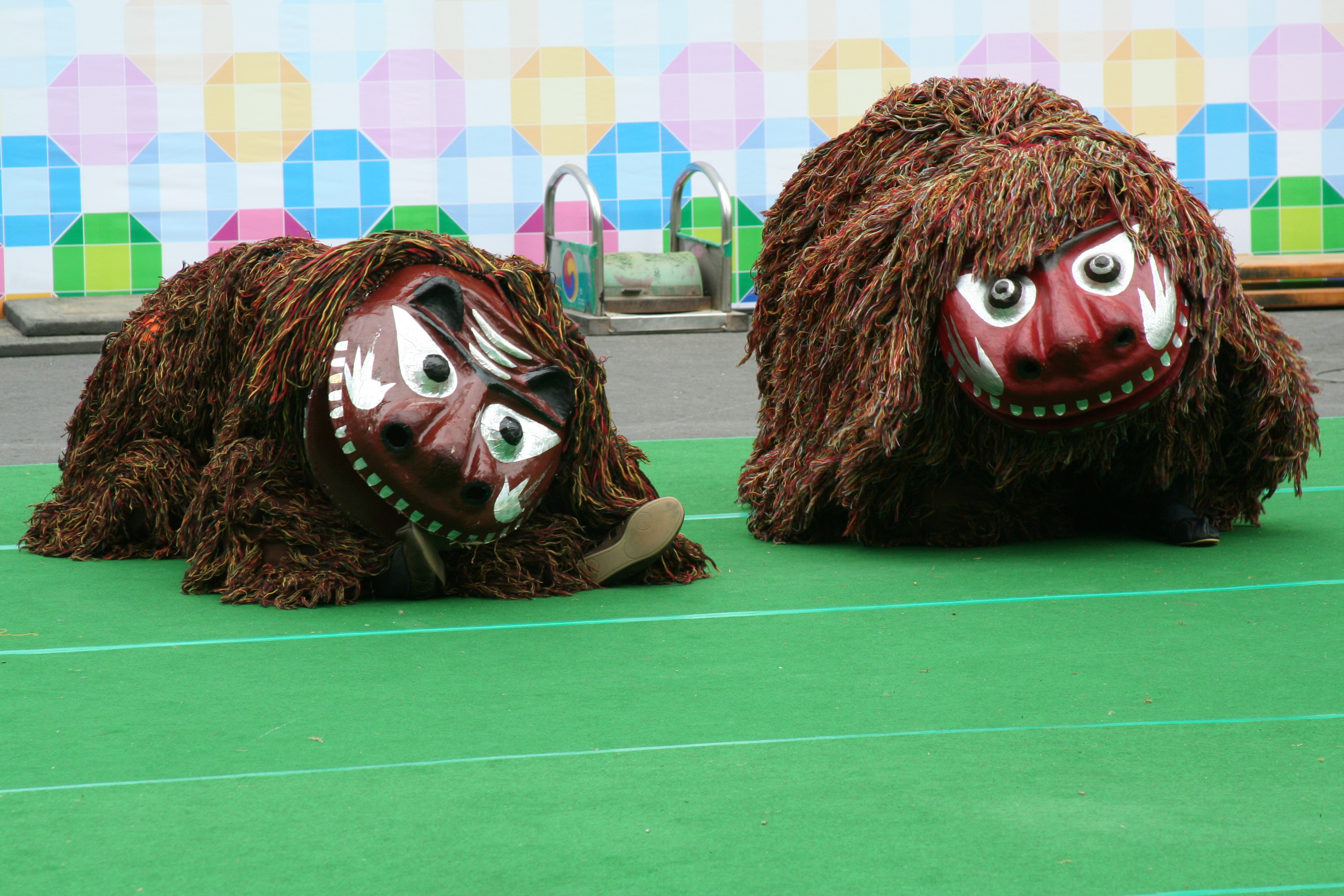
Leones de Bukcheong sajanoreum

La danza del león como ritual de exorcismo comenzó a realizarse en el Año Nuevo en Corea durante la dinastía Goryeo. El más conocido de los bailes de leones coreanos saja-noreum es el juego de máscara Bukcheong sajanoreum o máscara de león de Bukcheong. En esta danza del león, el león con una máscara de león grande pero cómica y un disfraz marrón se puede realizar junto con los artistas que usan otras máscaras. Los bailarines pueden estar acompañados por músicos que tocan un tambor de dos cabezas, un tambor en forma de reloj de arena, un gran gong y una flauta de bambú de seis orificios. La danza se realizó originalmente todas las noches de las primeras quince noches del Año Nuevo Lunar, donde la compañía de danza con máscaras y trajes de león visitó todas las casas de las aldeas de la región de Bukcheong, y la danza del león está destinada a expulsar el mal. Espíritus y atraer la buena suerte para el próximo año. Los ojos de la máscara de león pueden estar pintados de oro para expulsar a los espíritus negativos. También se cree que los niños que se sentaron en la espalda del león durante tales actuaciones gozarían de buena salud y una larga vida.

### León tibetano

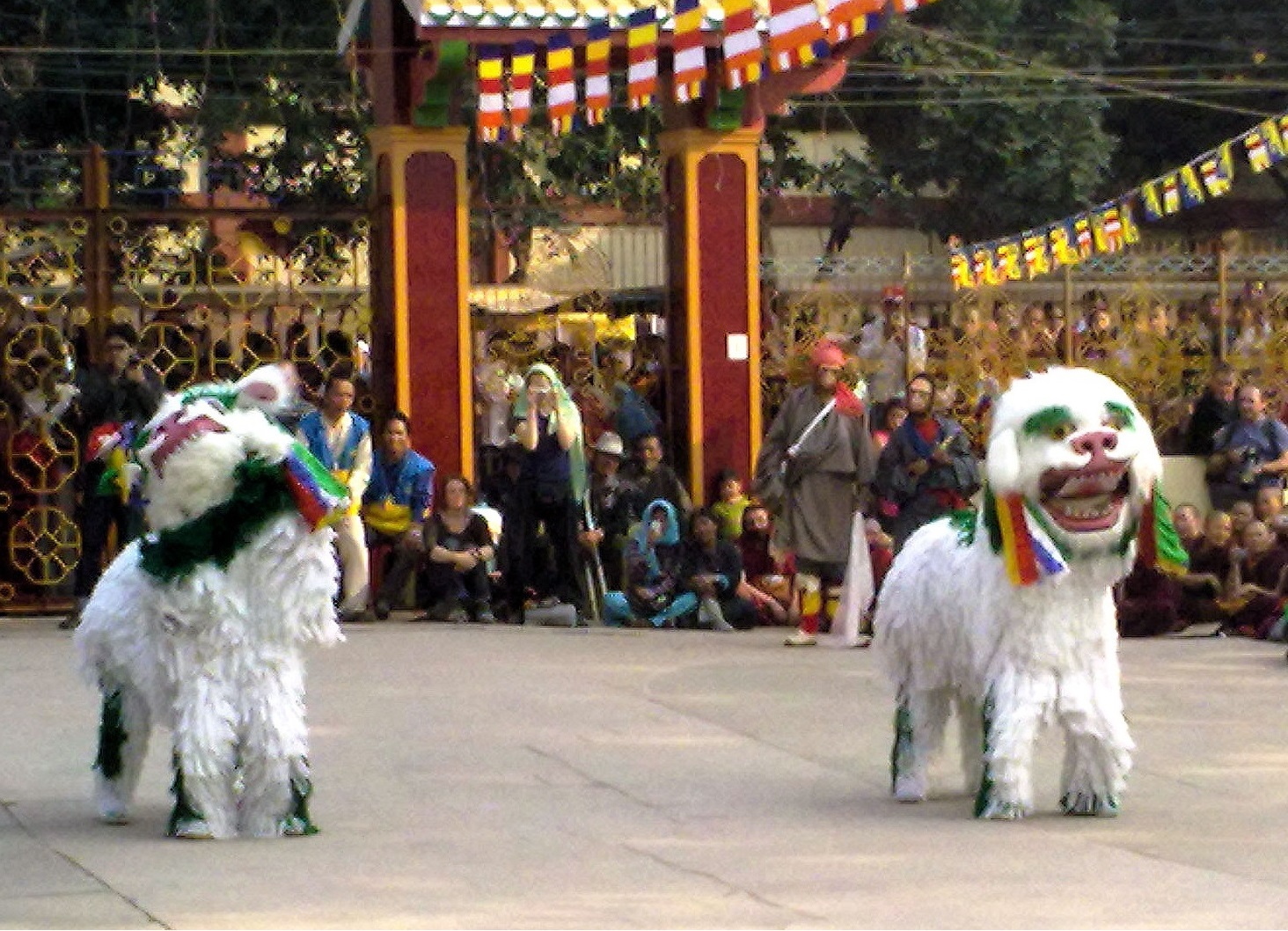
Danza del león de la nieve tibetana, Bodhgaya, India

En el área del Himalaya y el Tíbet, también hay una danza del león llamada danza del león de la nieve. Esta danza se puede encontrar en el Tíbet y también en las comunidades de la diáspora tibetana, donde se llama Senggeh Garcham, Nepal, y partes del noreste de la India - entre la gente Monpa en Arunachal Pradesh, en Sikkim, donde se llama Singhi Chham, y en algunas partes de Uttar Pradesh y Ladakh. El nombre seng ge y sus formas relacionadas provienen del sánscrito siha, y cham es una danza ritual budista. El león de la nieve tiene pelaje blanco, y en el Tíbet también puede tener una melena verde o franjas verdes, mientras que en Sikkim, la melena puede ser azul. 
El león de las nieves es considerado como un emblema de Tíbet y la danza del león de la nieve es un baile popular en las comunidades tibetanas y se realiza durante las fiestas como durante la danza ritual (Cham del festival) y el Año Nuevo. El león de la nieve representa las cordilleras nevadas y los glaciares del Tíbet y se considera muy auspicioso, y también puede simbolizar una serie de características, como el poder y la fuerza, y la audacia y la alegría. El león de las nieves puede tener una larga historia en el Tíbet, pero algunas versiones locales de la danza también pueden haber sido influenciadas por la Danza del león chino en la frontera chino-tibetana, por ejemplo, estaba registrando que el jefe local en Songpan, Sichuan le dio un disfraz de león al Jamyang Zhépa II de la región de Amdo en el siglo XVIII. La danza del león de la nieve se puede realizar como una danza secular, o como una danza ritual realizada por los monjes bon po.

### León indonesio

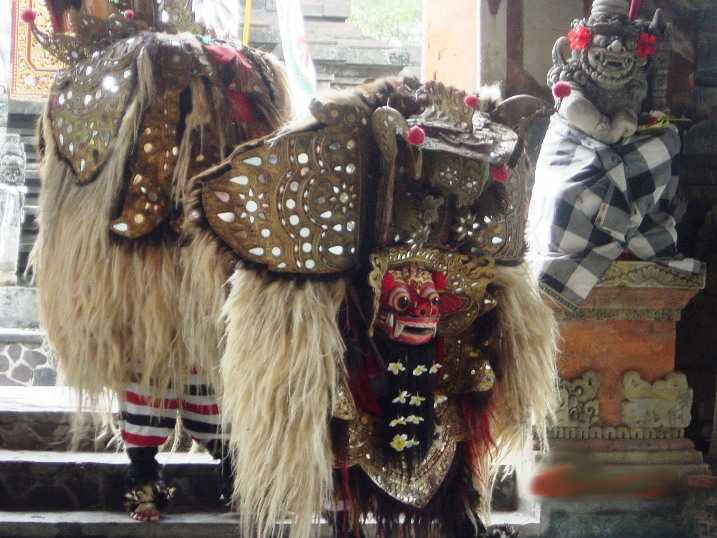
Barong de Bali, Indonesia

La danza del león chino se conoce como barongsai en Indonesia, a menudo realizada por el chino indonesio durante Imlek. Los indonesios, sin embargo, han desarrollado su propio estilo de danzas de leones. La danza del león (indonesio : barong) en Indonesia tiene diferentes formas que son distintas a las culturas locales en Indonesia, y no se sabe si tienen alguna relación con el león chino. Las danzas de leones más conocidas se realizan en Bali y Java. 

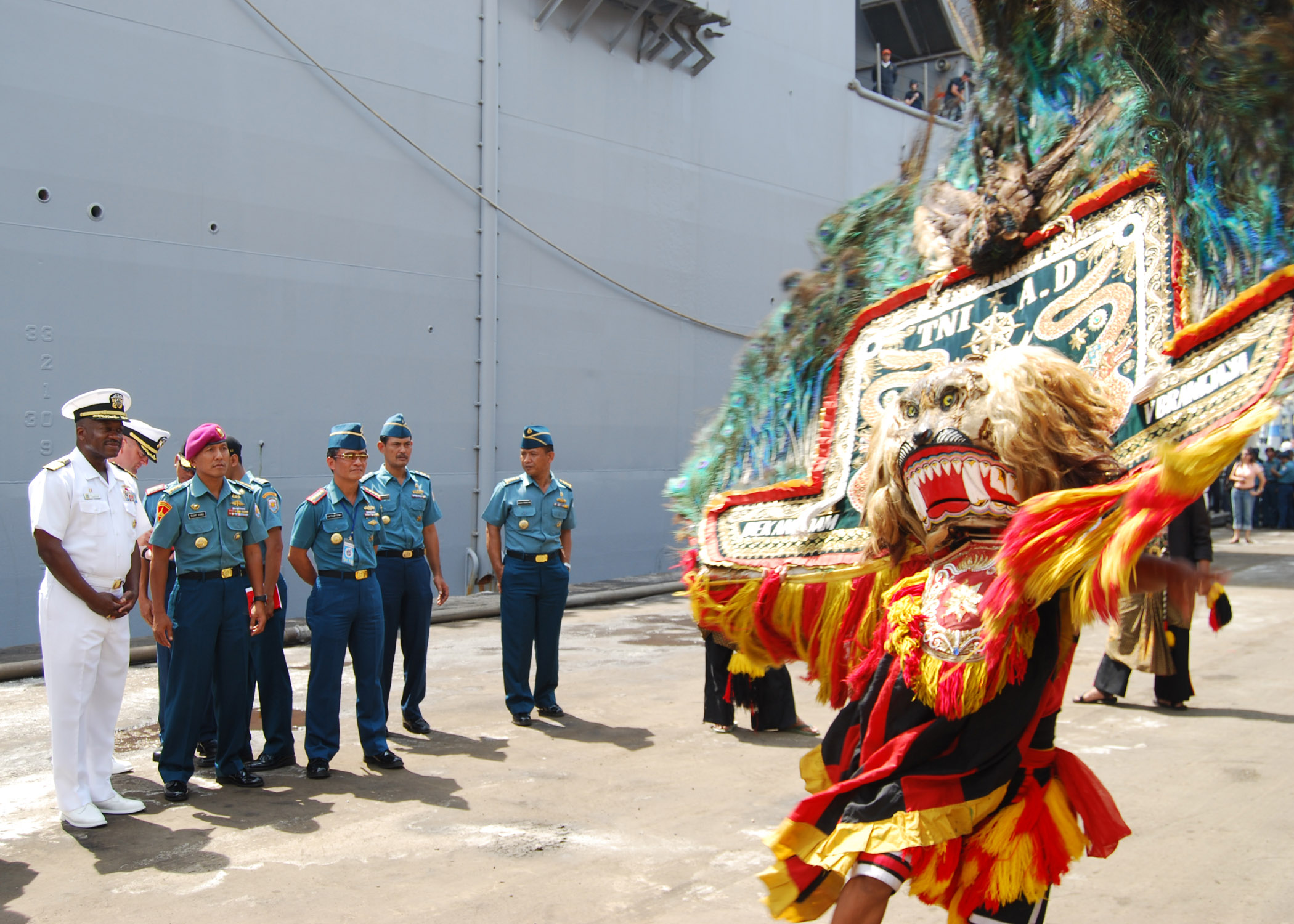
Reog Ponorogo, Indonesia

En la cultura balinesa hindú, el Barong es el rey de los buenos espíritus y el enemigo de la reina demonio Rangda. Como el león chino, requiere más bailarines que en el javanés Reog. 
La danza Reog de Ponorogo en Java involucra una figura de león conocida como singa barong. Se lleva a cabo en ocasiones especiales, como el Lebaran (Eid al-Fitr), el aniversario de la ciudad o la regencia, o el carnaval del día de la independencia. Un solo bailarín, o warok, lleva la pesada máscara de león unos 30 - 40   kg de peso por los dientes. Se le atribuye una fuerza excepcional. El warok También puede llevar a un niño o niña adolescente sobre su cabeza. Cuando sostiene a un niño o niña adolescente sobre su cabeza, el bailarín Reog mantiene el peso hasta un total de 100 kilogramos. La gran máscara que se extiende por más de 2.5 metros con piel genuina de tigre o leopardo y plumas de pavo real. Ha ganado reconocimiento internacional como la máscara más grande del mundo. 

## Música e instrumentos

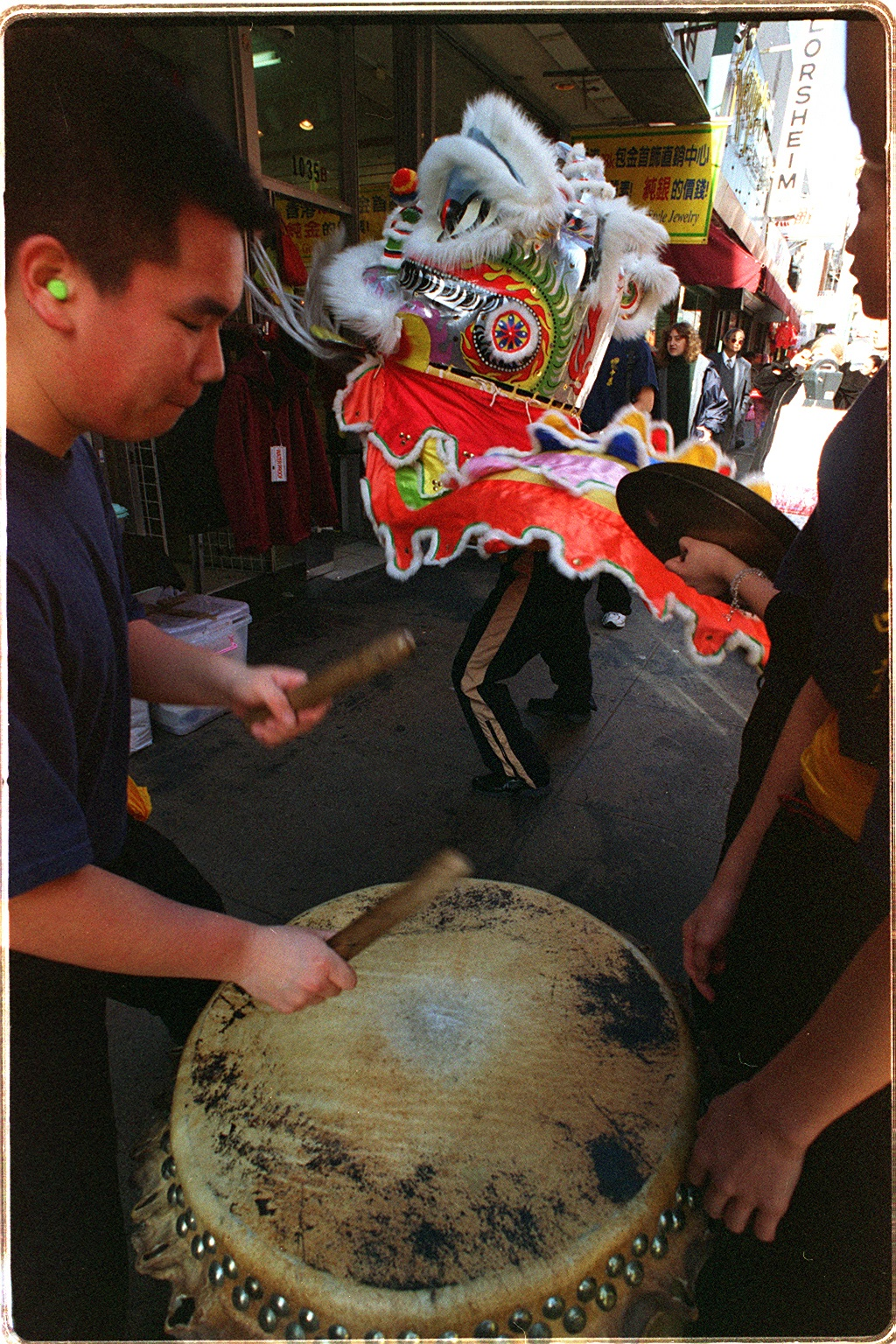
Baterista en un baile de leon

La danza del león chino se realiza acompañada por la música de golpes de tanggu (tambor), platillos y gongs. Los instrumentos se sincronizan con los movimientos y acciones de la danza del león. Fut San, Hok San, Fut Hok, Chow Gar, etc. tocan su ritmo de manera diferente. Cada estilo toca un ritmo único. Los desarrollos en dispositivos electrónicos han permitido que la música se reproduzca a través del teléfono / tableta / computadora / reproductor de mp3. Esto ha contribuido a la evolución de la forma en que las personas pueden tocar música de danza león, lo que elimina la necesidad de llevar instrumentos (que pueden ser bastante grandes). 
El estilo más común es el de Sar Ping Lion. Esto tiene más de 22 pruebas diferentes que puedes usar para mostrar el movimiento del león, mientras que fut san solo tiene alrededor de 7.

## Disfraces
Los disfraces de danza león que se usan en estas presentaciones solo pueden hacerse a medida en tiendas de artesanía especializadas en zonas rurales de Asia y tienen que importarse a un costo considerable para la mayoría de los países extranjeros fuera de Asia. Para grupos en países occidentales, esto es posible a través de fondos recaudados a través de suscripciones y promesas hechas por miembros de sociedades culturales y de negocios locales. Para países como Malasia con una importante población china, la experiencia local puede estar disponible para confeccionar disfraces e instrumentos musicales de "león" sin tener que importarlos de China. La mayoría de los trajes de baile del sur del León modernos vienen con un conjunto de pantalones a juego, sin embargo, algunos practicantes usan pantalones negros de kung fu para parecer más tradicionales. Los trajes de danza de león modernos están hechos para ser muy duraderos y algunos son impermeables. 

## Asociación con wushu / kung fu
La danza del león chino tiene relaciones cercanas con el kung fu o Wǔshù (武術) y los bailarines suelen ser miembros de artes marciales del club o escuela local de kung fu. Practican en su club y algunos entrenan duro para dominar la habilidad como una de las disciplinas del arte marcial. En general, se ve que si una escuela tiene una compañía capaz con muchos "leones", demuestra el éxito de la escuela. En general, también se practica junto con la danza del dragón en algunas áreas. 

## Durante el año nuevo chino y festivales.

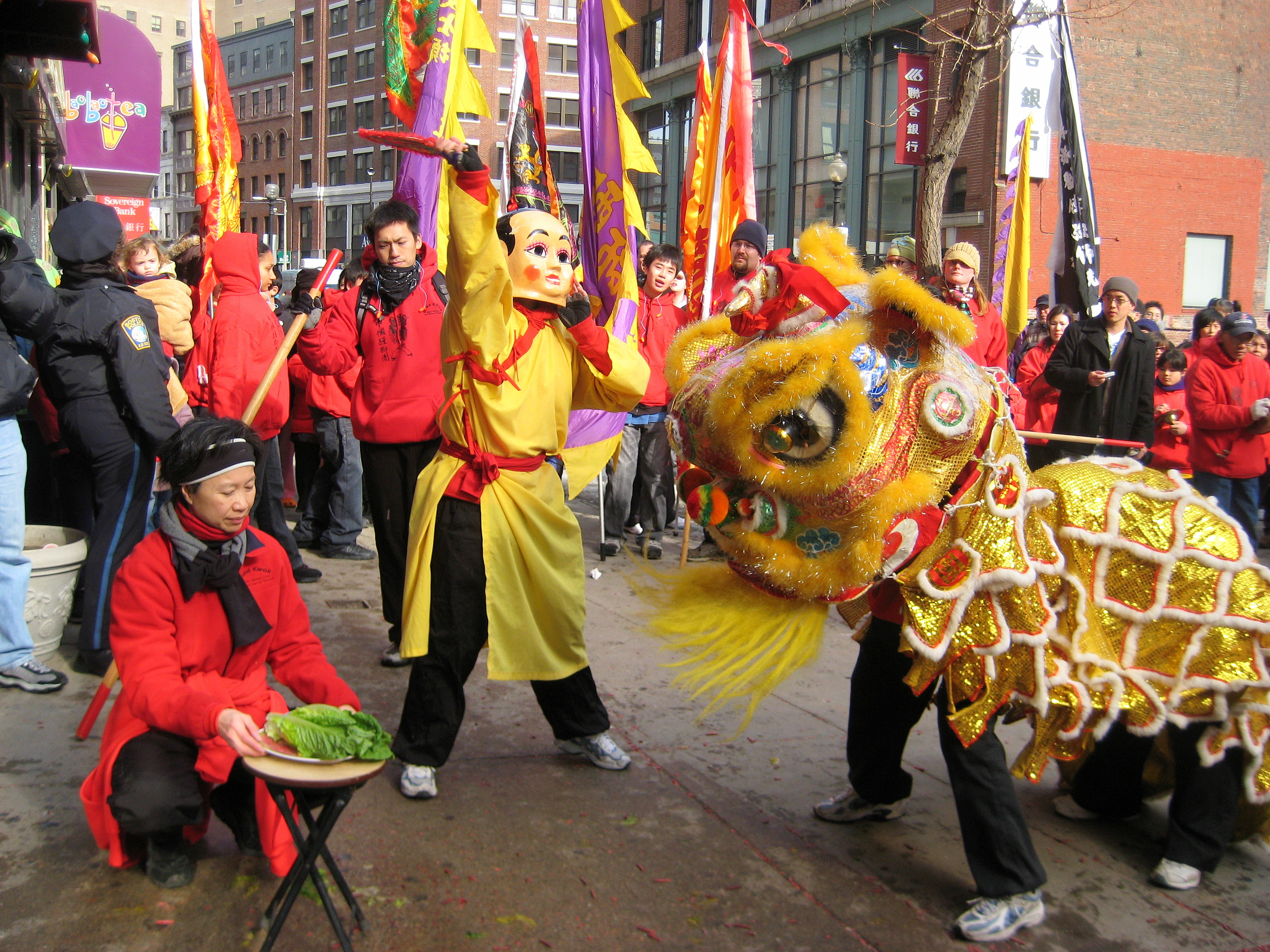
Se ofrece lechuga a un león y un Big Head Buddha al comienzo de una danza del león durante un festival del año nuevo chino en el barrio chino de Boston.

Durante el Año Nuevo chino, las compañías de danza del león visitarán las casas y tiendas de la comunidad asiática para realizar la costumbre tradicional de " cai qing " (採 青), que significa literalmente "desplumar los verdes", por lo que el león arranca la lechuga verde propicia bien colgado en un poste o colocado en una mesa frente al local. Los "greens" (qing) están vinculados con un " sobre rojo " que contiene dinero y también pueden incluir frutas auspiciosas como las naranjas. En chino, cǎi (採, pluck) también suena como cài (菜, que significa vegetal) y cái (财, que significa fortuna). El "león" bailará y se acercará al "verde" y al "sobre rojo" como a un gato curioso, para "comer el verde" y "escupirlo" pero mantener el "sobre rojo", que es la recompensa para la compañía de leones. Se cree que la danza del león trae buena suerte y fortuna al negocio. Durante la Dinastía Qing, puede haber significados ocultos adicionales en las actuaciones, por ejemplo, las verduras verdes (qing) que come el león pueden representar a los Manchúes Qing. En la danza moderna del león de Hok San, usarán uno de los muchos exámenes para acercarse a la comida, cada uno con una secuencia específica de ritmo y movimiento. El león examina la comida moviendo las orejas y pestañeando a la vez. 

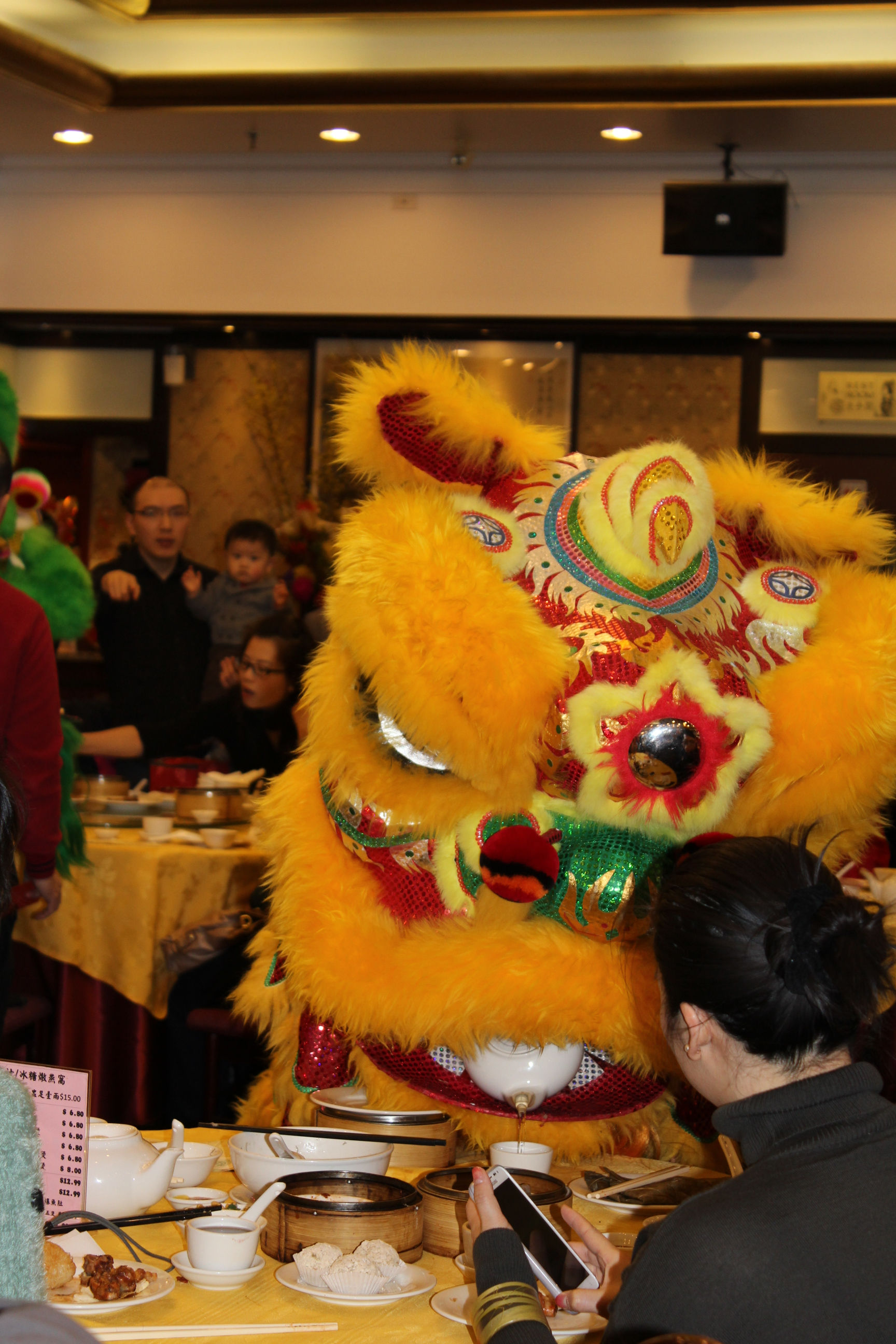
El equipo de danza de león de Toronto, el proyecto Wushu vierte té chino a las personas que lo han solicitado

Diferentes tipos de verduras, frutas, alimentos o utensilios con buenos significados simbólicos y buenos; Por ejemplo, las piñas, los pomelos, los plátanos, las naranjas, los brotes de caña de azúcar, los cocos, la cerveza, las ollas de barro o incluso los cangrejos se pueden usar para ser "verdes" (青) que se "despluman" para dar diferentes dificultades y desafíos para la danza del león. intérpretes. Pero las dificultades del desafío deberían venir con las mayores recompensas del "sobre rojo" dado. 
En los viejos tiempos, la lechuga se colgaba entre 5 y 6 metros encima del suelo y solo un artista marcial bien entrenado podría alcanzar el dinero mientras baila con una cabeza de león pesada. Estos eventos se convirtieron en un reto público. Se recompensó una gran suma de dinero y el público esperaba un buen espectáculo. A veces, si leones de varias escuelas de artes marciales se acercan a la lechuga al mismo tiempo, se supone que los leones deben pelear para decidir un ganador. Los leones tuvieron que luchar con movimientos estilísticos de león en lugar de caóticos estilos de lucha callejera. El público juzgaría la calidad de las escuelas de artes marciales según cómo lucharon los leones. Dado que las reputaciones de las escuelas estaban en juego, las peleas solían ser feroces pero civilizadas. El león ganador usaría métodos creativos y habilidades de artes marciales para alcanzar la recompensa de alto rendimiento. Algunos leones pueden bailar sobre pilotes de bambú y otros pisar pirámides humanas formadas por compañeros de la escuela. Los artistas y las escuelas obtendrían elogios y respeto además de la gran recompensa monetaria cuando lo hicieran bien. Los grupos de danza del león a veces están acompañados por varios personajes, como el Gran Buda de cabeza, 

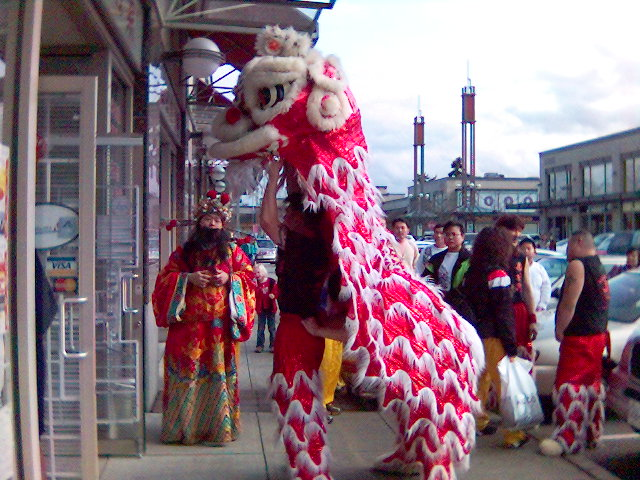
La danza del león chino realiza un "cai qing" donde los "greens" están colgados en lo alto para que el león los toque.

Durante los años 50 y 60, en algunas áreas con una alta población de comunidades chinas y asiáticas, especialmente en el barrio chino en muchos países extranjeros en el extranjero, China en el mundo, las personas que se unieron a las compañías de danza del león eran "como gángsters" y hubo mucha lucha entre ellos. Compañías de danza del león y escuelas de kung fu. Los padres temían que sus hijos se unieran a las compañías de danza del león debido a la asociación de "gángsters" con los miembros. Durante los festivales y actuaciones, cuando las compañías de danza del león se reunieron, puede haber peleas entre grupos. Algunos ascensores y trucos acrobáticos están diseñados para que el león "luche" y derribe a otros leones rivales. Los artistas incluso escondían dagas en sus zapatos y ropas, que podrían usarse para lesionar las piernas de otros bailarines de leones, o incluso colocaron un cuerno de metal en la frente de su león, que podría usarse para cortar otras cabezas de león. La violencia llegó a ser tan extrema que en un momento el gobierno de Hong Kong prohibió completamente la danza del león. Ahora, como en muchos otros países, las compañías de danza del león deben obtener un permiso del gobierno para poder realizar la danza del león. Aunque todavía hay cierto grado de competitividad, las compañías son mucho menos violentas y agresivas. Hoy en día, cada vez que los equipos se encuentran, se dan la mano por la boca del león para demostrar el espíritu deportivo. 
En una actuación tradicional, cuando el león danzante entra en un pueblo o municipio, se supone que debe presentar sus respetos primero en el (los) templo (s) local (es), luego a los antepasados en el salón ancestral y, finalmente, a través de las calles para brindar felicidad a todos. la gente.

## Evolución y competición

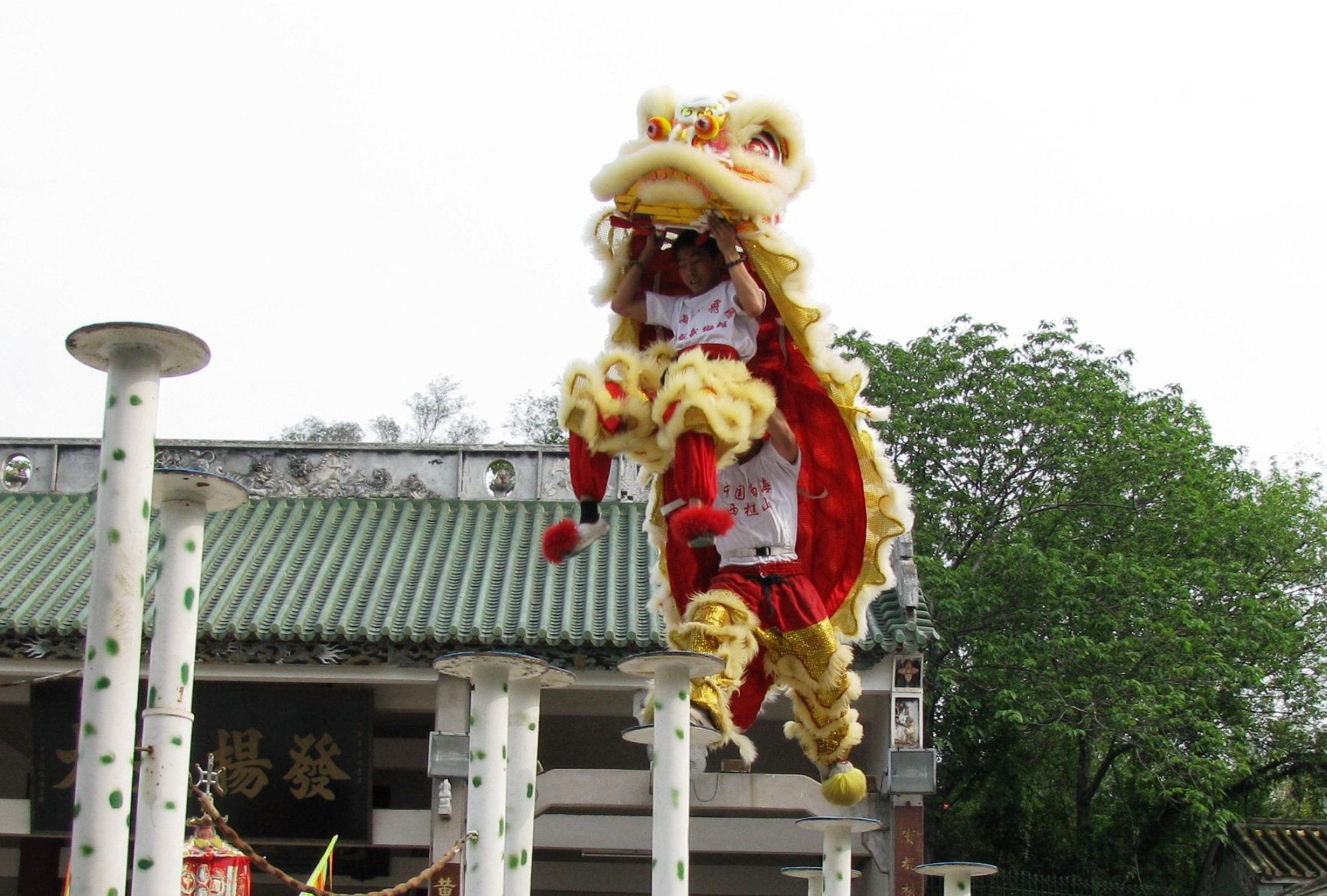
La danza del león en competición se puede realizar en una serie de plataformas circulares pequeñas en postes similares a los que se muestran aquí.

Danza del león se ha extendido en todo el mundo debido a la presencia mundial de la diáspora comunidades chinas y colonos inmigrantes en muchos países de las Américas, Europa, Asia, África, Australia, el Pacífico Polinesia, y en particular, en el sudeste de Asia, donde hay una Gran presencia china de ultramar. 
La danza ha evolucionado considerablemente desde los primeros días en que se realizó como una parte de habilidad de las artes marciales chinas, y se ha convertido en un arte más artístico y un deporte también que tiene en cuenta la expresión del león y los movimientos naturales, así como el desarrollo de un estilo más artístico. Elaborar estilos y habilidades acrobáticas durante las actuaciones. Esta evolución y desarrollo ha producido la forma moderna de las danzas de leones, y se realizan competiciones para encontrar las mejores actuaciones de danza de leones. 
Los campeonatos internacionales de danza del león se celebran en muchos países, por ejemplo en Malasia, Singapur, Hong Kong y Taiwán. La competencia implica principalmente equipos de baile del sur del león y se puede realizar en una serie de pequeñas plataformas circulares levantadas en postes llamadas "Jongs", y hay un total de 21 o incluso 22 polos en el conjunto tradicional. Estos pueden alcanzar los 4 a 10 pies (1 a 3 m) para las alturas normales, pero los polos de campeonato pueden llegar hasta los 20 a 26 pies (6 a 8 m) . Los postes también se pueden agregar con puntales u obstáculos, como un pequeño puente de madera que se puede romper fácilmente por la mitad o un par de líneas de alambre que se pueden cruzar. Los primeros "Jongs" construidos se introdujeron en 1983 para una competencia en Malasia, hecha de madera con una pequeña plataforma circular de goma en la parte superior y un accesorio de hierro en la parte inferior, con un total de 5 postes en el conjunto original llamado "May Hua polos" o "Flor de ciruela polos", que tenían 33 pulgadas de alto y 8 pulgadas de ancho. Más tarde, se agregaron 16 o incluso 17 polos en el conjunto, pero los 21 o incluso 22 polos eran 85.11 pulgadas más altos y 6 pulgadas más ancho, y están hechos de hierro. La competencia se juzga en función de la habilidad y la vivacidad del "león" junto con la creatividad de las acrobacias y los movimientos coreografiados, así como la dificultad de las acrobacias y el acompañamiento instrumental en vivo rítmico y pulsátil que puede cautivar a los espectadores y jueces. de la competencia. La principal rúbrica de evaluación fue desarrollada por la Federación Internacional de Danza del Dragón y el León, que obtuvo un puntaje de 10 puntos totales. Su rúbrica se utiliza en muchas competiciones profesionales, incluyendo Genting, Malasia, que se celebró recientemente en Arena of Stars desde que fue inaugurado en 1998. El Campeonato Mundial y Nacional de Danza del León de Genting se celebra cada dos años en Malasia, a partir de la década de 1990. El actual campeón es el ganador consecutivo Kun Seng Keng de Muar, Johor, Malasia, ganadores de 11 de las 13 competiciones de Genting, además de otros competidores de Malasia, como Gor Chor de Segamat, Johor, Malasia, Hong Teik de Alor Setar, Kedah, Malasia, Khuan Loke de Sungai Way, Petaling Jaya, Selangor, Malasia, y Guang Yi Kwong Ngai de Seri Kembangan, Selangor, en las afueras de la capital Kuala Lumpur, Malasia . Para 2001 y 2002, los equipos de danza del dragón también participan en competencias en Genting. Otro evento de competición famoso celebrado en Malasia fue el Campeonato Mundial de Danza de Dragones y Leones del Mundo Imperial Long Tang en Putra Indoor Stadium, Kuala Lumpur, Malasia en 2002. También involucra a los equipos de danza del León del Norte y del Sur, pero los equipos de danza del dragón también. También hay otro evento de competencia famoso celebrado en Singapur, llamado Campeonato Nacional de Danza del León de Ngee Ann City, que se celebra cada año, en Ngee Ann City, vía Orchard, Singapur, que la competencia fue nombrado después, a partir de la década de 1990.

## En política
La danza del león es vista como una parte representativa de la cultura china en muchas comunidades chinas en el extranjero, y en algunos países del Sudeste Asiático hubo intentos de prohibir o desalentar la danza para suprimir la identidad cultural china en esos países. Por ejemplo, en Malasia, la danza del león fue criticada por un político malayo en la década de 1970 por no ser de estilo malayo y sugirió que se cambiara a una danza del tigre, y se prohibió, excepto en el Año Nuevo Chino hasta 1990. La danza del león se convirtió en una cuestión de debate político y público sobre la cultura nacional del país.
Durante la era de Suharto en Indonesia, también se prohibió la expresión pública de la cultura china y la procesión de barongsai (danza del león) se consideró "provocativa" y "una afrenta al nacionalismo indonesio". Sin embargo, esta prohibición fue anulada después del colapso del régimen en 1998, sin embargo, la prohibición local ocasional de la danza del león todavía ocurre.

## En la cultura popular
En los años sesenta y setenta, durante la época en que las películas de artes marciales y clásicas chinas de Hong Kong fueron muy populares, las películas de kung fu, incluyendo Wong Fei Hung de Jet Li, indirectamente muestran e indican cómo se practicaba la danza del león relacionada con el kung fu, p.ej. Dreadnaught y Martial Club . En aquellos días, la danza del león se practicaba y se realizaba principalmente como habilidades de kung fu, con el desafío para el "león" construido de sillas y mesas apiladas para que el "león" realizara sus acrobacias y cumpliera su desafío. 
Varias películas de los años 90, incluyendo un remake de Wong Fei Hung y las secuelas de Once Upon A Time in China, involucran tramas centradas en el baile del león. El actor principal de la serie, Jet Li, se ha presentado como bailarín de leones en varias de sus películas, entre ellas, Baile de leones al estilo del norte en Shaolin Templo, Shaolin Templo 2 y Templo Shaolin 3: Norte y sur Shaolin y Baile de leones al estilo sureño en Once Upon a Time in China III, Once Upon a Time en China y América. 
Otras películas incluyen The Young Master, Lion vs. Lion, Dancing Lion, The Lion Men, The Lion Men: Ultimate Showdown, Lion Dancing y Lion Dancing 2. 
La danza del león también ha aparecido en videos musicales populares, como el video de la canción del grupo de hip hop chino Higher Brothers "Open It Up", If I Had You de Adam Lambert, y "Dusk Till Dawn" de Zayn Malik. 